# Ráth Cairn
Ráth Chairn est un village irlandophone du comté de Meath, en république d'Irlande.
C'est une ville de l'ouest du comté de Meath, situé près de la frontière du comté de Westmeath, et près de Trim, l'ancienne capitale de Meath. Avec un accroissement de population de 51,6 % entre 1996 et 2006, elle est parmi les villes d'Irlande à la progression la plus rapide.

## Histoire
Ráth Chairn est un petit Gaeltacht (secteur gaélophone) dans le comté de Meath, en Irlande. La ville de Ráth Cairn a été fondée en 1935, date à laquelle des familles de Connemara se sont installées sur la terre précédemment acquise par la Commission irlandaise du territoire (Irish Land Commission). Chaque famille s'est vu attribuer une maison de la Commission et une ferme associée à celle-ci, approximativement vingt-deux acres de terres, une truie, des porcelets et instruments de base[réf. souhaitée].
Onze autres familles ont rejoint les colons originaux la même année. En tout, 443 personnes se sont déplacées du Connemara vers la région de Ráth Chairn. La ville de Ráth Cairn a reçu en 1967 l'appellation officielle de Gaeltacht.
Une coopérative y a été établie en 1973. En conséquence, Ráth Chairn s'est développé en tant que village et comporte une école secondaire, une église catholique, des équipements de sports et une salle communautaire.
La ville de Ráth Chairn est une destination populaire pour les enfants et les adultes de Mullingar, Navan, Trim et Dublin désireux d'étudier l'irlandais ; des cours de langue irlandaise pour adolescents s'y tiennent chaque été. La forte tradition culturelle de la ville en musique, chant, danse et théâtre se maintient et prospèce encore de nos jours.

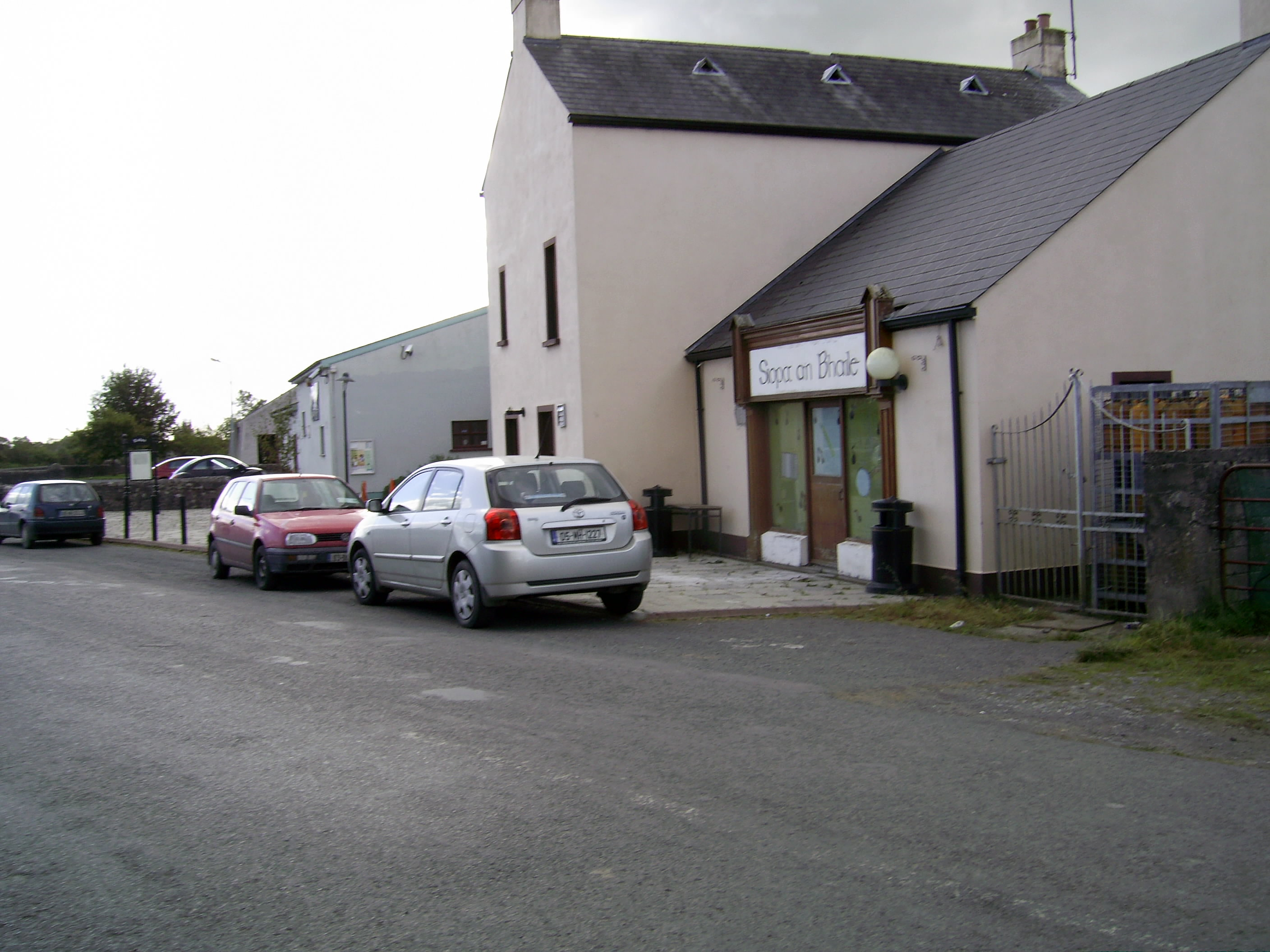
L'épicerie
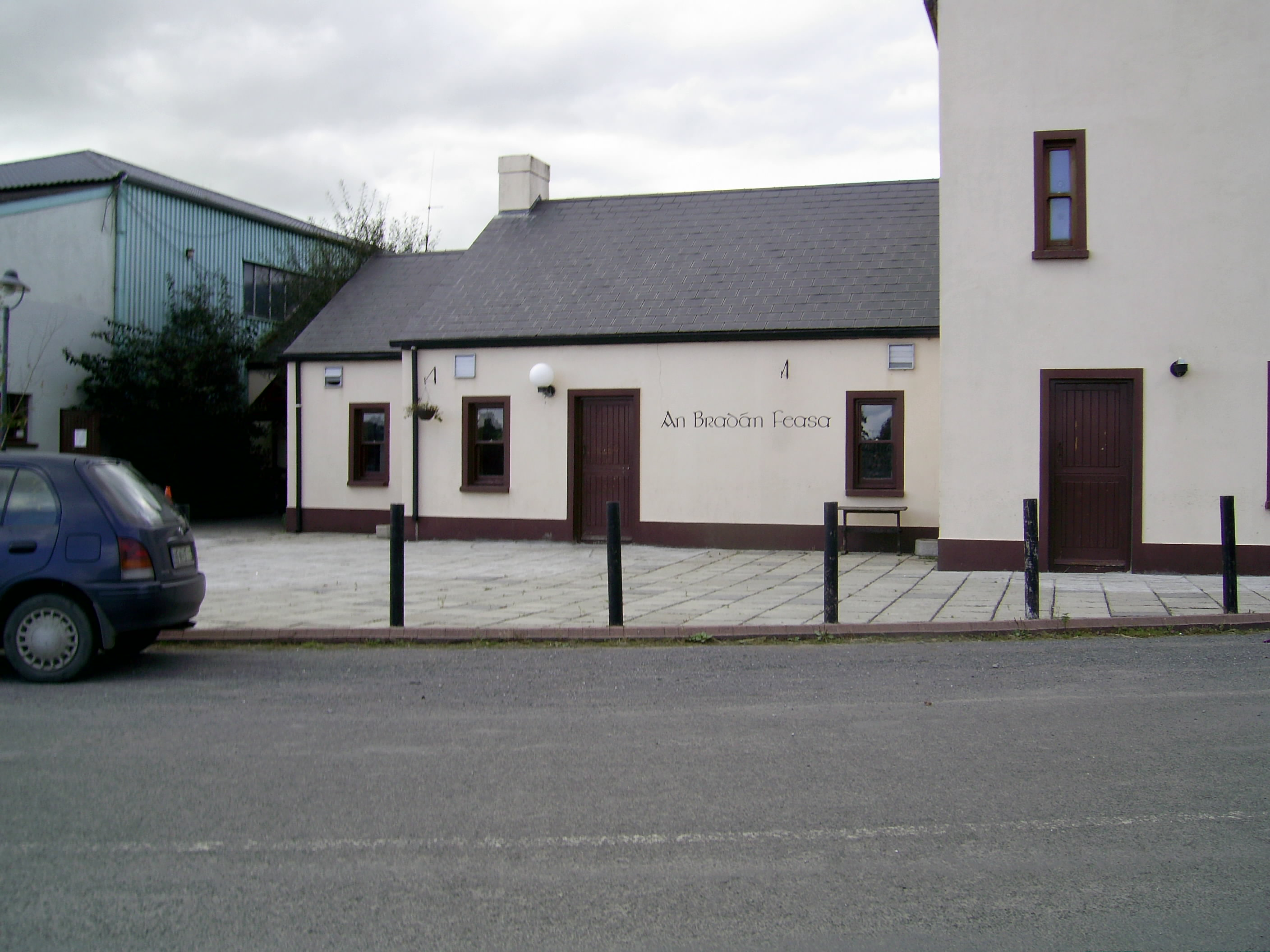
Pub Irlandais, An Bredan Feasa, Saumon de connaissance
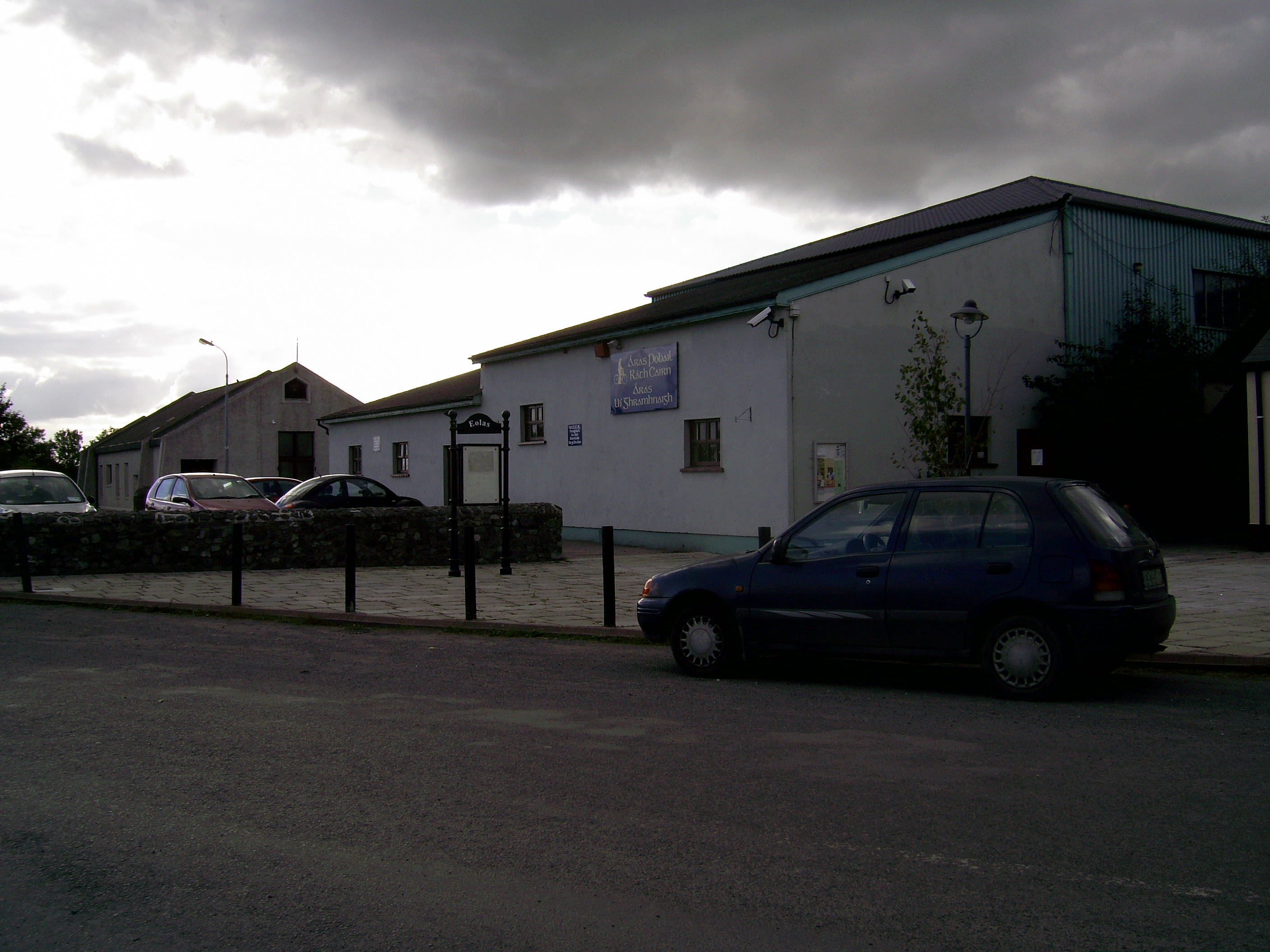
Les Halles
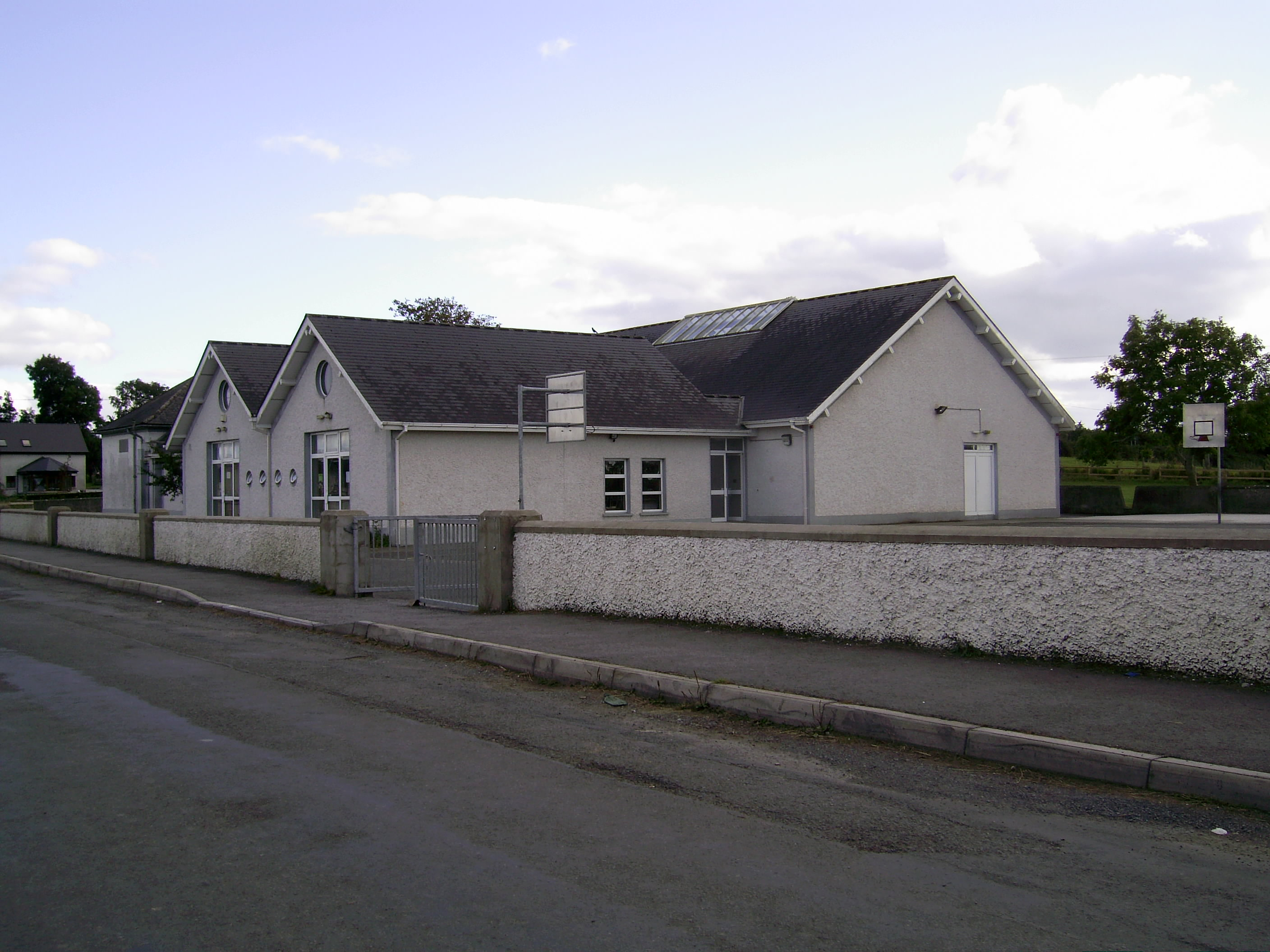
L'école gaélique